# イラクでの戦い (2013–2017年)
イラクでの戦い（2013～2017）は、2013年に始まったイラクとその同盟国とイラク・レバントのイスラム国（ISISまたはISILとも呼ばれる）との間の武力紛争であり、2017年12月に終結した。2013年12月に続いて、ラマーディー、ファルージャ、モースル、ティクリート、イラク北部の主要地域の町がISILに征服された後、反乱は本格的な戦争にエスカレートした。ISILの最盛期には、イラク領土の5万6000平方キロメートル（人口450万人）を支配していた。
この戦争の結果、2014年にイラクのヌーリー・マーリキー首相が辞任を余儀なくされ、米国と少なくとも12か国によるISILに対する大規模な空爆が行われ、アメリカとカナダの軍隊（主に特殊部隊）が地上戦闘作戦に参加し、米国が主導する35億ドルのイラク治安部隊の再武装プログラム、約20万人のイラク兵と警察に訓練を提供する米国主導の訓練プログラムが行われ、機甲部隊および航空部隊を含むイラン軍が参加し、ロシアがイラクに軍事的および後方支援を行った。2017年12月9日、ハイダル・アル＝アバーディ首相はISILに対する勝利を発表したが、他の人々はISILが反乱やその他の手段で戦うことを予想していると警告した。ISILは、イラク政府のISIL根絶に向けた努力を弱めるために、ゲリラが用いる「一撃離脱戦法」に切り替えた。この紛争は、イラクの一部ではシリア内戦の波及効果として解釈されている。他のイラク人とオブザーバーはこの紛争は主に2011年の米軍撤退、その後のヌーリー・マーリキー前首相の下での反スンニの派閥主義の増加、そして2012年から2013年のスンニ派の抗議行動に対する残虐な取り締まりによって悪化した長きにわたる地元の宗派主義の極致と見なしている。

## 交戦者
イラク軍を始め、クルドのペシュメルガ、トルクメン人のイスラム教徒、アッシリア人のキリスト教徒、ヤズィーディー、シャバク、そしてアルメニア人のキリスト教徒と様々な勢力がISILと交戦した。約3万5000人のクルド人ペシュメルガがイラク軍に編入されたが、ほとんどのペシュメルガ軍は、イラクのクルド自治区でクルディスタン地域政府大統領の指揮下で活動した。アッシリア軍にはシリア軍事評議会、ナインベ平野部隊、ナインベ平野保護部隊、カラコシュ保護委員会およびドゥエイフ・ナウシャが参加している。

## タイムライン

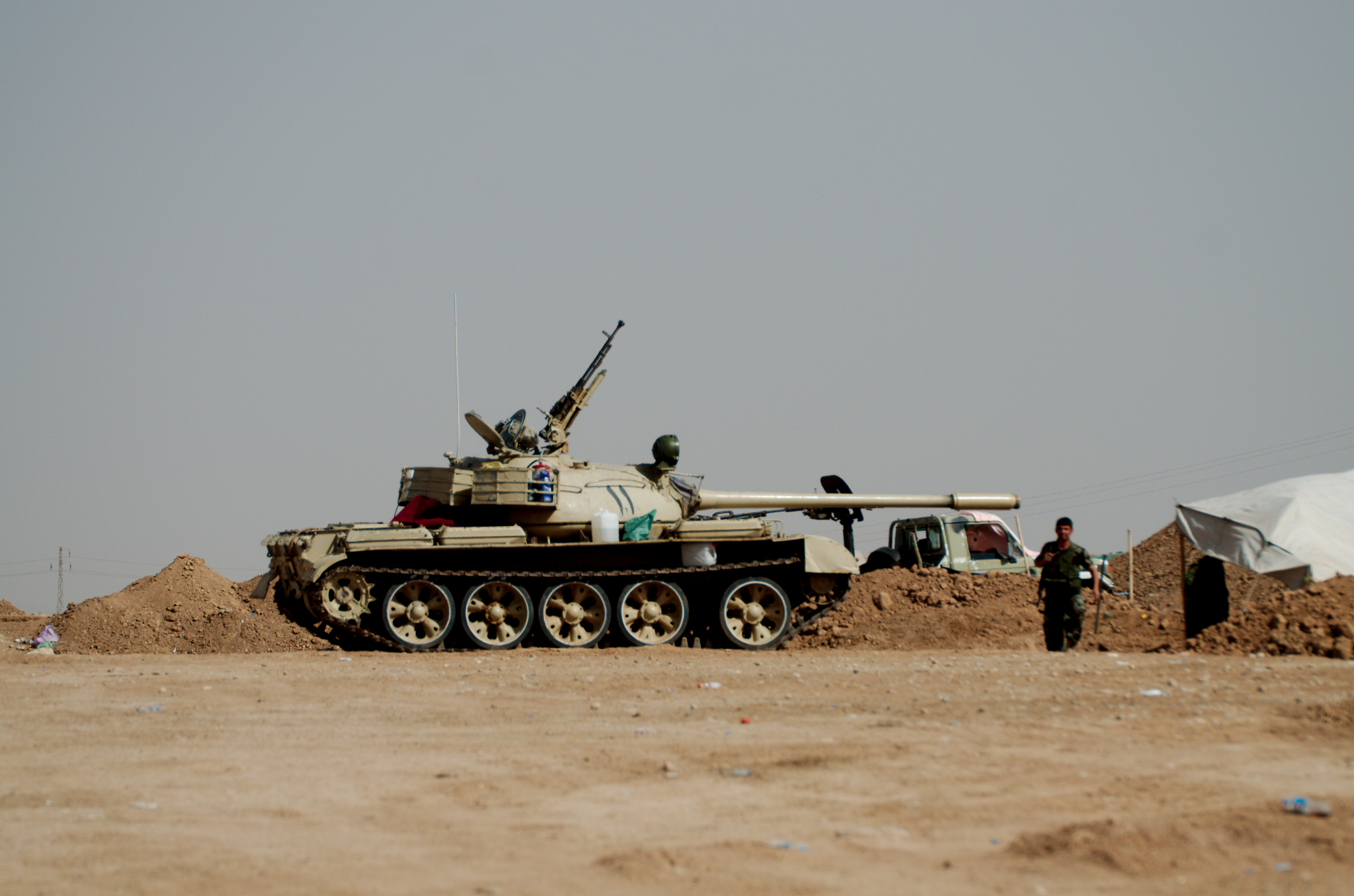
キルクーク南部の最前線にあるペシュメルガの戦車（2014年6月）

アンバール戦役の過程で、ISIL過激派は2014年6月までにアンバール県の少なくとも70％（ファルージャ、アル・カーイム、県都ラマーディーの半分を含む）を制圧した。ISIL軍はバグダード県のアブグレイブにも侵入した。
2014年6月上旬、イラクでのさらなる大規模攻勢を受けて、ISILはイラクで二番目に人口が多い都市モースルと、近郊の町タル・アファル、周辺のニーナワー県の殆どを支配下に置いた。ISILはまた、イラクの首都バグダードの占領を最終目標として、キルクーク県とディヤーラ県の一部とサラーフッディーン県の行政の中心地であるティクリートを制圧した。 ISILは、モースル戦役までは2000〜3000人の戦闘員しかいないと考えられていたが、モースル戦役中に、この数が大幅に過小評価されていることが明らかになった。主にシーア派政府に反発するイラクのスンナ派グループがISILに参加しため、組織の人数が増強されたとの報告もあった。しかし、イラク北東部のクルド人（ほとんどがスンナ派）は紛争に巻き込まれることを望まず、この地域ではISILとクルド人ペシュメルガが衝突していた。
2014年6月12日、ISILは、安全な場所に逃げようとして捕まった1700人の非武装のイラク空軍士官候補生を殺害し、Twitterフィードやさまざまなウェブサイトを通じて大量処刑の多くの画像を公開した。

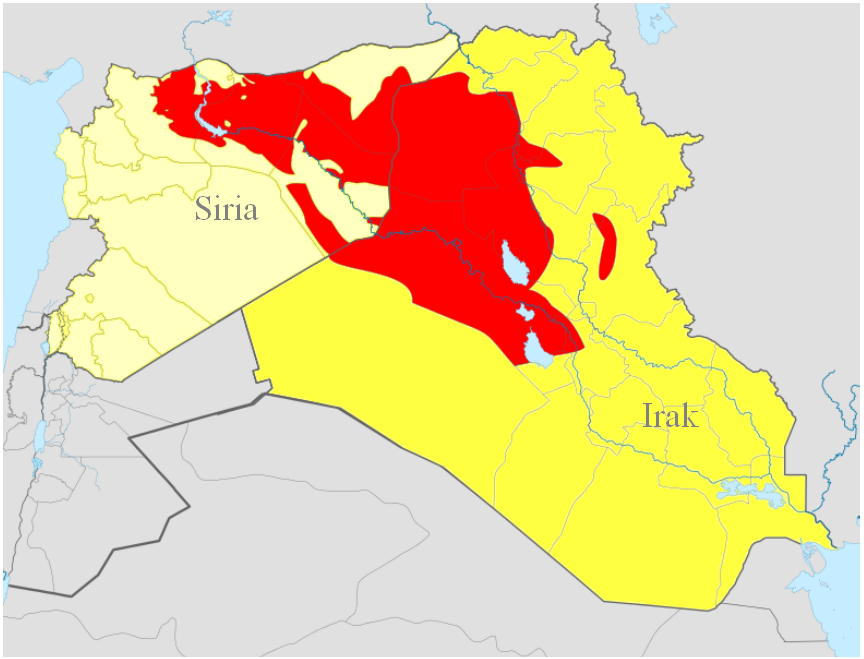
2014年半ば時点のイラクとシリアのISIL領土（赤）

6月下旬、ISIL過激派はアル・カーイムの国境検問所を占領した翌日、アンバールで2つの主要な交差点を占領した。アナリストによると、これらの交差点を占領することは、ISILが武器や装備をさまざまな戦場に輸送するのに役立つ可能性があるという。2日後、シリア空軍はアル・カーイム国境検問所近くのイラク国内のISIL陣地を爆撃した。イラクのヌーリー・マーリキー首相は、「調整は行われなかったが、この行動を歓迎する。このグループはイラクとシリアの両方を標的にしているので、私たちはシリアのISIS攻撃を歓迎する」と述べた。
この時点で、エルサレム・ポストは、オバマ政権がシリアとイラクで拡大するISILの脅威に対抗するために、シリア政府と戦う「穏健な」シリア反体制派の訓練と武装に使用する5億ドルを米国議会に要求したと報じた。
6月29日、ISILは新しいカリフ制の設立を発表した。アブー・バクル・アル＝バグダーディーはISILのカリフとなり、ISILは正式に「イスラム国」（Islamic State、IS）に改称した（本稿では便宜上表記をISILに統一）。4日後、イスラム国のカリフを自称するバグダーディーは、イスラム教徒は「世界を手中に収める」ためにイスラム教徒は団結してローマを制圧すべきだと述べた。彼は世界中のイスラム教徒に自分をリーダーとして結束するよう呼びかけた。
7月24日、ISILはモースルにある預言者ユーヌス（ヨナ）のモスクと墓を爆破したが、死傷者は報告されていない。この地域の住民は、ISILがイラクの遺産の一部を消し去ったと述べた。ヨナの墓は、ユダヤ人の遺産においても重要な聖地であった。数日後、ISILはモースルのシート（預言者セト）の聖堂も爆破した。聖地を監督するシーア派寄付機関のサミ・アル・マソウディ副代表は聖堂の破壊を確認し、ISILが聖堂の遺物を未知の場所に持ち去ったと述べた。
8月の攻撃で、ISILはシンジャールとイラク北部のいくつかの町を占領した。大半がヤズィーディー教徒の約20万人の民間人がシンジャール市での戦闘から逃げることができ、その内の約5万人がシンジャル山脈に逃げ込んだが、食料、水、医療ケアなしで山脈に閉じ込められ、飢餓と脱水症状に直面した。彼らはイスラム教への改宗を拒否した場合、死の脅威にさらされていた。国連代表は、「シンジャールでは人道的悲劇が起こっている」と述べた。さらに、今回の攻勢でISILはイラク北部のイラク・クルドの首都アルビールの30km圏内にまで進軍した。
ヤズィーディーの包囲と殺害をきっかけに、8月7日、オバマ大統領は支援物資の空中投下及びイラクのISILを標的とした空爆を承認した。英国は、米国に監視・給油支援を提供し、イラク難民への人道支援物資の空中投下を計画した。米国はISILによるヤズィーディーの人々の組織的な殺害はジェノサイドであると主張した。アラブ連盟はまた、ISILが人道に対する罪を犯したと非難した。
8月13日、米国の空爆とクルドの地上部隊がシンジャール山脈のISILの包囲を破った。5日後、クルド人ペシュメルガ地上部隊はイラク特殊部隊と米国の空爆作戦の助けを借りてISIL過激派を制圧し、モースルダムを奪還した。
8月31日には、米国、フランス、イギリスとオーストラリアは、アーミルリーの少数派であるシーア派トルクメン人に対する虐殺の可能性を防ぐために食料、水、医療品の人道支援物資の空中投下を行った。米国はまた、アーミルリー周辺および付近のISILの陣地に空爆を行った。イラク当局者は、イラク軍がアミルリに到着して包囲を破っており、軍が町の周辺地域を一掃するために戦っていると述べた。これはイラクにおけるISILに対する最初の主要なターニングポイントであることが知られている。
9月、米国は米軍関係者を保護するために兵士250人を追加派遣し、英国は9月末に同軍の戦闘攻撃機トーネード IDSがISILが運用する「重火器拠点」にペイブウェイIV爆弾を投下し、ISILを標的にした英軍の初めての交戦が行われた。さらに、オーストラリアは200人の特殊部隊をクルド人に提供し 、600人のオーストラリア軍がUAEに上陸した。翌月、オーストラリアは反ISIL連合の一員として特殊部隊をイラクに派兵するとともに空爆を許可した。
10月中旬、300人の精強なイラク陸軍守備隊が地元の基地と物資に火を放ちHit市を放棄した後、ISILが同市を占領した。その結果、推定18万人の民間人（以前のアンバー攻勢の難民を含む）がこの地域から逃れようとした。10月下旬、イラク軍とイランが支援するシーア派民兵がアーシューラー作戦を開始し、バグダード近郊の戦略的な町、ジュルフ・アッ・サハルを奪還する大勝利を収め、アーシューラーの日にカルバラーとナジャフに向かう数百万人のシーア派巡礼者のための道を確保した。一方、クルド勢力はズンマールを奪還した。
10月21日、ISILはシンジャール山脈の北側の地形を占領し、この地域のクルド地域への脱出ルートが断たれた。その後、ヤズィーディーの民兵は山脈北側から山中へと撤退したが、シンジャールには推定2000〜7000人のヤズィーディーの民間人避難民がいた。山脈は再び部分的にISILに包囲された。
11月中旬、イラク軍は戦略都市バイジのほとんどの支配権をISILから奪還し、付近の石油精製所の包囲を破った。しかし、翌月までにISILはバイジを奪還し、精製所の包囲を再確立した。
12月17日、米国主導の連合軍によるISIL陣地への50回の空爆支援を受けたペシュメルガの部隊は、シンジャールの解放と、シンジャール山脈におけるISILの部分的な包囲を破るために攻勢を開始した。攻撃開始から2日足らずで包囲は破られたが、ISILが撤退した後、クルド人戦闘員は当初、周辺の地雷の除去に直面したが 、すぐに山脈への陸路を開き、ヤズィーディーの避難を可能にした。この作戦でISILの戦闘員100人が死亡した。
12月21日後半、山脈の南側にいたシリアのクルド人組織YPGの戦闘員がペシュメルガの戦線に到達し、2つの戦線が結ばれた。翌日、YPGはISILの戦線を突破し、シリアからシンジャールの町への回廊を開いた。夕方にはペシュメルガがシンジャールの大部分を支配した

### 2015年
1月下旬、イラク軍はディヤーラー県全域をISILから奪還した。さらに、1月21日にモスルへの攻勢が始まり、ペシュメルガがモースル周辺の大規模な領域を占領した。
3月2日、第二次ティクリートの戦いが始まり、1か月以上の激戦の末、政府軍と親イランのシーア派民兵がISIL戦闘員に打ち勝ち、ティクリートを制圧した。この成功は、5月下旬にISILがアンバール県の県都ラマーディーを占領したことにより相殺された。

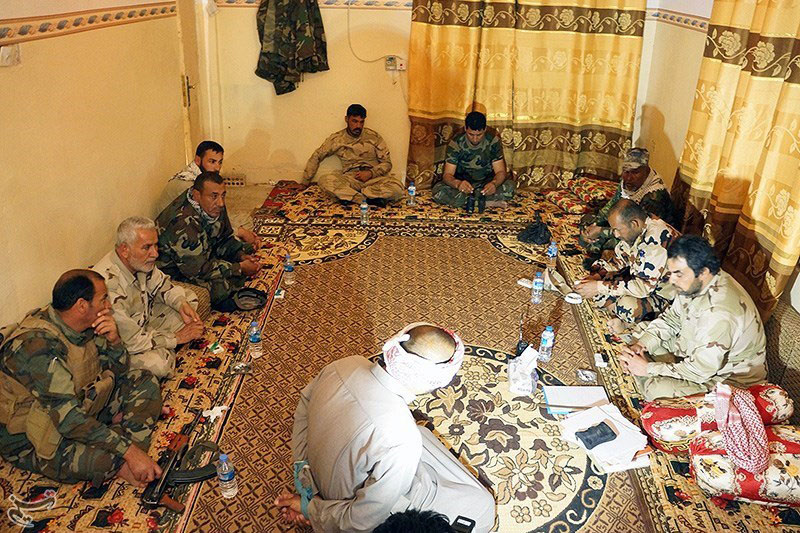
サラーフッディーン県での対反乱作戦後、PMF戦闘員に監視されている拘束されたISIL過激派（2015年4月）

7月17日、イド・アル＝フィトルの祝賀行事中に、自爆テロ犯がハーン・バニー・サアド市の混雑した市場で自動車爆弾を爆発させ、 120〜130人が死亡、130人以上が負傷した。自爆テロ以降、さらに20人の行方不明者が報告された。
8月13日、バグダードのサドルシティの混雑した市場で自爆テロ犯がトラック爆弾を爆発させ、少なくとも75人が死亡、212人以上が負傷した。8月27日、自爆テロにより、アンバール県の作戦副司令官アブドッラフマーン・アブ・ラギーフ将軍と師団司令官のサフィーン・アブドゥルマジード准将が暗殺された。
11月13日、クルド人勢力はISILが支配していたシンジャールを制圧した。
12月16〜17日に、ISIL軍はモースル北東部でクルド人陣地に対して大規模な攻撃を仕掛けたが、撃退された。12月22日からイラク軍はラマーディー奪還戦役を開始した。12月28日、イラクはラマーディーがISILから解放され、イラク政府の管理下にあると宣言した。

### 2016年
イラク軍は2016年の攻勢作戦でヒートとルトバの支配権を取り戻した後、2016年6月に終結した第3次ファルージャの戦いでファルージャも制圧した。
10月16日、モースルの戦いが始まった。

### 2017年
2017年のモスル虐殺は、2003年の米軍によるイラク侵攻以来、連合軍の空爆によってもたらされた単一の死者数としては最大のものであった。
4月、イラク陸軍は国民動員軍（PMU）の助けを借りて、モスルの以西の領土を制圧するために西ニネベ攻勢を開始した。PMUはイラクとシリアの国境に到達し、シリア民主軍の支配地域に合流した。
5月、カナダ特殊部隊JTF-2の隊員がイラク治安部隊に対するISILの攻撃を阻止した。高層から3540メートル離れた標的への狙撃に成功し、世界最長の狙撃殺害記録を樹立した
7月10日、イラク陸軍はモースルを制圧した。モースルでの勝利に続いて、イラク陸軍は国内に残るISIL支配地域の掃討作戦を開始した。タル・アファル攻勢は8月20日に開始され、8月31日までにイラク軍の大勝利で終結した。Hawija攻勢は、9月下旬に始まり、10月5日までに終了した。
2017年9月、「イラクの主権、領土保全、独立および統一の尊重を再確認する」という国連安全保障理事会決議が採択された。決議の採択に続いて、イラクでISILが犯した人権侵害と重大な犯罪を文書化するために国連調査チームが設立された。しかし、2018年末までに、チームはまだ調査を開始していない。
9月25日、イラクのクルディスタンは非公式の独立住民投票を開催した。投票率は72.83％で、92.73％がイラクからの独立に賛成票を投じたと報告されている。この住民投票を受けて、イラク陸軍は10月15日にタラバニ家と一部のPUKメンバーの協力を得て、紛争中の都市キルクークを奪還するためにイラクのクルディスタンに対して短期攻勢を開始した。キルクークとシンジャールの占領を受けて、12年間政権を握っていたマスード・バルザニが11月1日付けでイラクのクルディスタン大統領を辞任する意向を発表した。非公式の住民投票を推し進めるバルザニの賭けは、係争地がイラクによって奪還され、クルド人の国家建設プロジェクトは放棄されるという結果に終わった。
イラクは11月17日にISILの最後の二つの拠点であるアル・カーイムとラーワを占領した（イラク西部戦役）。イラク陸軍がシリアと国境を接するアルジャジーラ砂漠の最後のISIL支配地域を制圧後、12月9日、首相は戦争の終結を発表した。翌日、「バグダードの厳重に強化されたグリーン・ゾーン」で勝利パレードが行われ、アル＝アバーディ首相は、12月10日がイラクの新しい年間休日になると宣言した。しかし、オーストラリア政府、英国防相のギャビン・ウィリアムソン、ロイターなどの他の政府関係者や情報筋は、 ISILがゲリラ戦やテロなどの別の手段で戦い続けると予想していると警告した。勝利の発表にもかかわらず、ISILはワーディー・ハウラーンに自然のアジトを保持していた。

## 余波
戦争終結宣言がなされたが、ISILは小規模な反乱を続けた。
12月の終結宣言後、バグダードでは比較的平穏な時期が続いていたが、2018年1月中旬の3日間で27人以上が自爆テロで殺害された。犯行声明はすぐには出されなかったが、過去のこのような攻撃は通常、イスラム過激派組織のISILの仕業であり、2017年12月の政府の勝利宣言にもかかわらず、ISIL分子は依然として市の北部で活動していたと報告された。1月15日の2回の自爆テロの2日後の1月17日水曜日、ISILは「今週バグダッドで起きた2回の自爆テロの犯行声明を出した」が、ニューヨークタイムズは犯行声明の遅れと声明にいくつかの誤りがあることから、グループの「メディア装置が破壊された」ことを示している可能性があると示唆した。
一方、タイムズ紙は1月16日、イラク陸軍が過激派のアジトとして利用されている拠点、ボシフィヤン諸島からISILを追放する作戦を開始したと報じた。サラーフッディーン県にあるこのアジトは12月に発見されたもので、ISILが未だ活動を続けている10ヶ所のアジトのうちのひとつであった。過去1週間で約100人の過激派がイラク軍によって殺害された。2月7日にはサラーフッディーン県のISILの残党に加え、アンサール・アル・スンナ軍メンバー、元ISILメンバーとクルド人マフィアグループで構成されると伝えられる新たな反政府組織「ホワイトフラッグ」の追討作戦が開始された

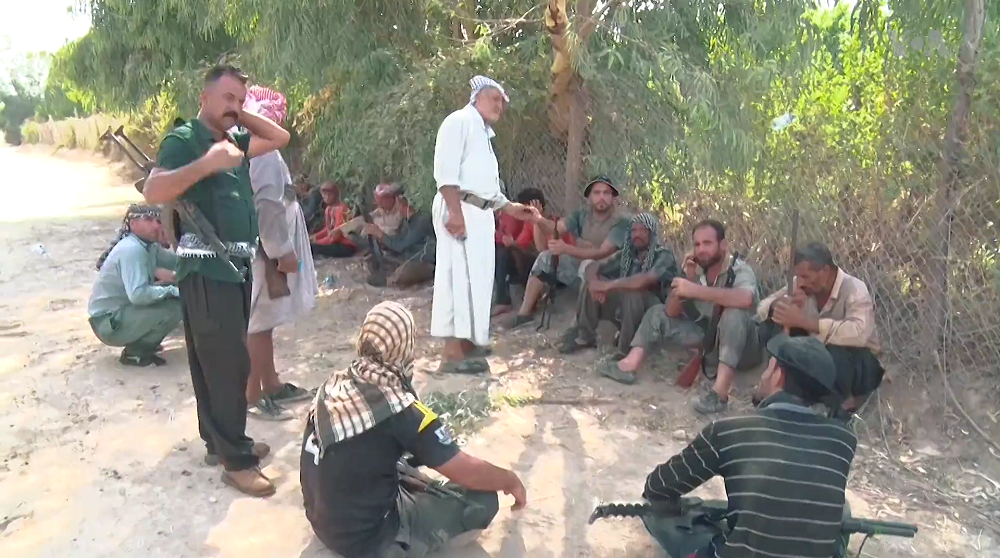
2018年6月のイラク北東部の自警団の戦闘員達。ISILは国内の遠隔地で未だ存在感を保っており、しばしば小さな村を攻撃し、地元の人々に戦うか逃げるかを余儀なくさせている

こうした努力にもかかわらず、ISILは西部の砂漠で持ちこたえ続け、2018年半ばまでにイラク北部、特にディヤーラー県とキルクーク県で政府軍に対する反抗作戦を行った。軍はこれらの地域の孤立した後背地を保護できなかったため、ISIL勢力は遠隔地の村を繰り返し攻撃して村の自警団を倒し、身代金目的で人々を誘拐し、地元の民間人を逃げることを余儀なくさせた。時々、ISILの戦闘員は彼らの存在を公然と誇示し、目につきやすい場所に彼らの旗を立て、オートバイ、車、そしてテクニカルで走り回っていた。ISILはまた、キルクーク周辺のヤルサニズム（イラクではカカイと呼ばれる）の信者を不信心者と見なして標的にした。1つの注目すべき攻撃の過程で、ISILの戦闘員は、2018年3月11日にシルカート南部の村の家を襲撃し、ISILに対抗するスンナ派民兵を率いる部族のシャイフと他の3人を殺害した。2018年7月、イラク陸軍、国民動員軍、ペシュメルガは、イラク空軍と米国主導の連合軍の支援を受けて、ディヤーラー県とキルクーク県のISIL残党の壊滅作戦「殉教者のための復讐」を開始した。
2018年4月までに、何百人ものISILの戦闘員がまだアンバール砂漠にいた。
敗北後もISILは反乱を続けてきたが、大幅に弱体化しており、イラクでの暴力は2018年に激減した。5月の死者はわずか95人と、10年で最低となった。
合計7366人のISILメンバーが母国に帰国し、一部の国では保護者のいない子供を連れて帰ることに合意した。2018年5月の欧州議会の調査によると、西欧のISILメンバーの約30％が帰国しており、そこで犯罪捜査とリスク評価を受けることになる。
2019年5月、3人のISILのフランス人（ケビン・ゴノット、レナード・ロペス、サリム・マチョウ）が、イラクの裁判所から死刑判決を受けた。

## 人権
イラクでは2014年1月から2015年10月の間にISILに関連した暴力で約1万9000人の民間人が殺害された。ISILは2014年6月12日にティクリート付近にあるキャンプ・スペイサーの最大1700人のシーア派イラク軍士官候補生を処刑した。ISILによるヤズィーディー教徒大量虐殺により、ヤズィーディー教徒はイラク北部の先祖代々の土地から排除され、逃走し、事実上の流浪者となった
ニューズウィークによると、アムネスティ・インターナショナルは「イラク政府軍と準軍事組織が、過激派組織イスラム国の支配から逃れた数千人の民間人を拷問し、恣意的に拘留し、強制失踪させ、処刑した」と主張している。「Punished for Daesh's crimes'」（ダーイシュ（ISIL）の罪で罰せられた）と題された報告書では、数千人のスンナ派の男性と少年がイラク政府軍と民兵によって強制失踪したと主張している。